# Dempsey Bryk
Dempsey Bryk (Nova Iorque, 29 de agosto de 1996) é um ator norte-americano-canadense. É conhecido pelo seu papel como Airk Tanthalos em Willow.

## Biografia
Bryk nasceu a 29 de agosto de 1996 em Nova Iorque, filho de Greg Bryk e Danielle Nicholas Bryk. Tem dois irmãos mais novos, Billy e Ella.
Frequentou a Ivey Business School da Universidade de Western Ontario durante um ano, mas saiu para estudar na Neighborhood Playhouse School of the Theatre, na cidade de Nova Iorque.

## Filmografia

### Cinema
| Ano  | Título            | Personagem           | Notas                      |
| ---- | ----------------- | -------------------- | -------------------------- |
| 2019 | The Silence       | Rob                  |                            |
| 2020 | Marlene           | Steven (Young Adult) |                            |
| 2022 | The Fight Machine | Rob Tully            |                            |
| 2024 | Ordinary Angels   | Derek                |                            |
| 2025 | The Snare         | Marty                | Also co-executive producer |

### Televisão
| Ano       | Título            | Personagem                   | Notas                            |
| --------- | ----------------- | ---------------------------- | -------------------------------- |
| 2017      | Mary Kills People | Tristan Avery                | 2 episódios                      |
| 2017      | Saving Hope       | Joseph Woods                 | Episódio: "Hope Never Dies"      |
| 2017      | Black Mirror      | Cal                          | Episódio: "Arkangel"             |
| 2018      | Ransom            | Danny Ferguson               | Episódio: "Legacy"               |
| 2019      | Jett              | Orlando                      | Episódio: "Phoenix"              |
| 2017–⁠2019 | Heartland         | Wyatt McMurty                | 18 episódios                     |
| 2019      | Timeline          | Brian                        | 4 episódios                      |
| 2019      | V Wars            | Brock                        | 2 episódios                      |
| 2019      | The Birch         | Thurston Polk                | 12 episódios                     |
| 2021      | Hudson & Rex      | Marksamus Sanford            | Episódio: "The Art of the Steal" |
| 2021      | Coroner           | Caleb Browning               | 3 episódios                      |
| 2022      | Willow            | Airk Tanthalos               | Elenco principal                 |
| 2025      | Saint-Pierre      | Tristan                      | Episódio: "Off with his Head"    |
| 2025      | Going Dutch       | Private Anthony 'BA' Chapman | Elenco recorrente                |
| 2025      | We Were Liars     | Ebon                         | Elenco recorrente                |